# Marca España
Marca España (literalment: Marca Espanya) és una política pública espanyola, projectada a llarg termini, de promoció de la imatge exterior d'Espanya en els àmbits econòmic, cultural, social, científic i tecnològic. El projecte es basa en tres punts: La imatge d'un país està subjecta a canvi constant, és factible influir en aquest canvi i correspon als poders públics dissenyar polítiques que millorin la imatge.
El Reial decret 998/2012 va crear la figura de l'Alt Comissionat del Govern per a la Marca España, amb rang de Secretari d'Estat, a qui competeix la planificació, l'impuls i la gestió coordinada de les actuacions de les Administracions públiques, dels organismes públics que en depenen i de totes les entitats públiques i privades que protagonitzin i estiguin implicades en la promoció de la imatge de l'Estat espanyol.
El setembre de 2018 el llavors ministre d'assumptes exteriors, Unió Europea i cooperació, Josep Borrell, va canviar la denominació a España Global. A partir de llavors és la Secretaria d'Estat de l'Espanya Global qui gestiona aquesta política.

## Incidències
A finals de juliol de 2013, els mitjans de comunicació es van fer ressò que el diplomàtic i militar madrileny Juan Carlos Gafo Acevedo, número 2 de la Marca España, havia insultat els catalans per xiular l'himne espanyol durant la inauguració del Campionat del Món de natació de Barcelona a través de twitter. Concretament, Gafo va publicar «Catalanes de mierda. No se merecen nada» (literalment, "Catalans de merda. No es mereixen res"). Encara que posteriorment va demanar disculpes pel seu atac, va ser destituït del seu lloc. Dos dies després, el ministre José Manuel García-Margallo qualificà els comentaris de Gafo com a absolutament intolerables. Tres dies després, el 24 de juliol, l'alt comissionat es disculpà oficialment a través d'una roda de premsa realitzada pel seu màxim responsable Carlos Espinosa de los Monteros y Bernaldo de Quirós, en la que demanà perdó a tots aquells catalans que s'haguessin sentit agredits o ofesos.
Entre octubre de 2012 i juliol de 2013 va ocupar el lloc de Director Adjunt de l'Oficina de l'Alt Comissionat del Govern per a la Marca España Juan Carlos Gafo Acevedo (Madrid, 2 de febrer de 1963). Va ser destituït després d'emetre, a través de twitter, uns comentaris ofensius en contra dels catalans arran dels xiulets a l'himne espanyol en la cerimònia d'obertura del Campionat del Món de natació de 2013, que se celebraven a Barcelona. Concretament, Gafo va publicar «Catalanes de mierda. No se merecen nada» (literalment, "Catalans de merda. No es mereixen res"). Encara que posteriorment va demanar disculpes pel seu atac, va ser destituït del seu lloc. Dos dies després, el ministre José Manuel García-Margallo qualificà els comentaris de Gafo com a absolutament intolerables.

### Alt Comissionat per a la Marca Espanya i la promoció de l'"espanyol"
El 2 de febrer del 2018 el BOE va publicar el Reial decret 49/2018, d'1 de febrer. Ref. BOE-A-2018-1417 pel qual es modificava el de la creació de l'Alt Comissionat per a la Marca Espanya, que amplia el seu nom amb la promoció de la llengua que anomenen espanyol per ocupar-se també d'aglutinar i coordinar les diferents accions i iniciatives que es desenvolupessin al voltant de l'estratègia nacional per a la promoció de la llengua espanyola com a llengua global.
L'únic alt comissionat va ser Carlos Espinosa de los Monteros, que va estar en el càrrec entre el 12 de juliol de 2012 i el 13 d'octubre de 2018. Llicenciat en Dret i en Administració d'Empreses, és a més Tècnic Comercial i Economista de l'Estat. Durant la seva trajectòria professional ha treballat tant al sector públic com al privat. Ha exercit com a Conseller Comercial d'Espanya a Chicago (Estats Units) i vicepresident de l'Institut Nacional d'Indústria a principis dels anys 80.

### Secretaria d'Estat de l'Espanya Global
El canvi de govern del 2018 va suposar un canvi important a la Marca Espanya. Es va canviar la seva denominació a Espanya Global i aquesta era gestionada per la Secretària d'Estat de l'Espanya Global. Aquesta secretaria d'Estat, integrada al Ministeri d'Afers Exteriors, sí que disposa de pressupost propi. La primera titular de l'òrgan ha estat Irene Lozano. Actualment, Manuel Muñiz ocupa el càrrec.